# Tshering Chodenová
Tshering Chodenová (* 6. července 1980, Bhútán) je bhútánská lukostřelkyně.

## Kariéra
Bhútán reprezentovala na Letních olympijských hrách v roce 2000 a v roce 2004. V roce 2004 byla na olympijských hrách bhútánským vlajkonošem. V letech 1998, 2002 a 2006 byla účastnicí Asijských her. Na Letních olympijských hrách v roce 2012 byla trenérkou bhútánské lukostřelkyně Sherab Zamoové.